# Bodilus
Bodilus är ett släkte av skalbaggar. Bodilus ingår i familjen Aphodiidae.

## Dottertaxa tillBodilus, i alfabetisk ordning[1]
- Bodilus acutifrons
- Bodilus amabilis
- Bodilus angolensis
- Bodilus apertus
- Bodilus ardens
- Bodilus ardescens
- Bodilus arsissaensis
- Bodilus barbarus
- Bodilus beduinus
- Bodilus buxeipennis
- Bodilus caspius
- Bodilus cathedralensis
- Bodilus circumcinctus
- Bodilus comptifer
- Bodilus crassus
- Bodilus crimensis
- Bodilus damarinus
- Bodilus flagrans
- Bodilus furvus
- Bodilus gregarius
- Bodilus hammeri
- Bodilus hastatus
- Bodilus holgati
- Bodilus insperatus
- Bodilus inylchekensis
- Bodilus kalaharicus
- Bodilus karroensis
- Bodilus kaznakovi
- Bodilus kermanschahensis
- Bodilus kububanus
- Bodilus laetus
- Bodilus laterosetosus
- Bodilus liesenfeldti
- Bodilus loeffleri
- Bodilus longeciliatus
- Bodilus longispina
- Bodilus lucidulus
- Bodilus lugens
- Bodilus marani
- Bodilus marshalli
- Bodilus noxius
- Bodilus nylsvleyicus
- Bodilus oblatus
- Bodilus pantherinus
- Bodilus punctipennis
- Bodilus rudii
- Bodilus sabaeus
- Bodilus saoudi
- Bodilus sordescens
- Bodilus strigilatus
- Bodilus transvaalensis
- Bodilus veselyi
- Bodilus zarudnyi
- Bodilus zunbajanicus